# 로잔나 드소토
로잔나 드소토(Rosanna DeSoto, 1950년 9월 2일 ~ )는 미국의 배우이다.
산호세에서 태어났다.

## 출연 작품
- 원스 어폰 어 웨딩 (2005년)
- 픽처 위도우즈 (1994년)
- 스타 트랙 6 - 미지의 세계 (1991년)
- 패밀리 비지니스 (1989년)
- 스탠드 업 (1988년)
- 비앤비 (1987년)
- 라 밤바 (1987년) - 코니 모랄레스 역
- 아메리칸 저스티스 (1986년)
- 내 이름은 펑키 (1984년)
- 코르테즈의 애가 (1982년)
- 즐거운 목요일 (1982년)

### 텔레비전
- 씨크릿 파일 (1997, Invasion)
- 마이애미의 두 형사 (1984년)